# Зажабле
Зажабле (на хърватски: Zažablje) е община в Дубровнишко-неретванска жупания, Хърватия. Според преброяването от 2011 г. има 757 жители, почти изцяло хървати.